# Comenius-Garten

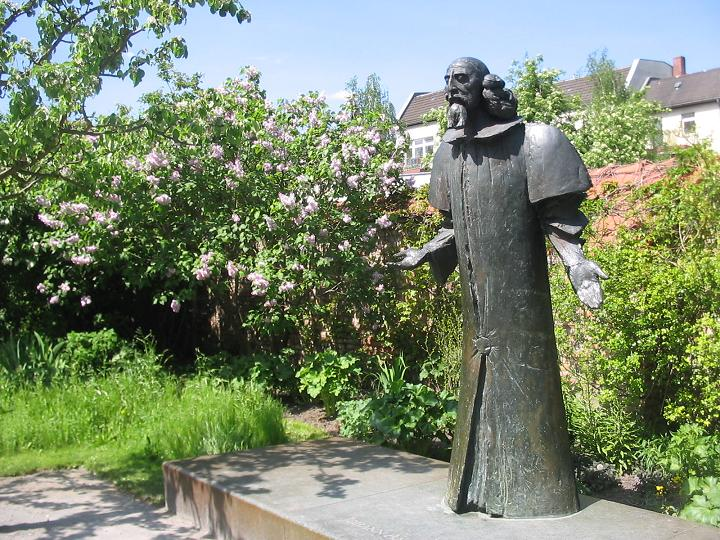
Comenius-Denkmal von 1992 des Bildhauers Josef Vajce

Der Comenius-Garten ist eine öffentlich zugängliche Gartenanlage am Böhmischen Dorf in Berlin-Neukölln. Trägerverein ist der Förderkreis Böhmisches Dorf in Berlin-Neukölln e. V., der dafür vom Land Berlin bezuschusst wird. Der Primátor von Prag und der Regierende Bürgermeister von Berlin sind die Schirmherren des Gartens. Gegründet wurde der Garten von Henning Vierck, der ihn bis heute leitet.

## Lage

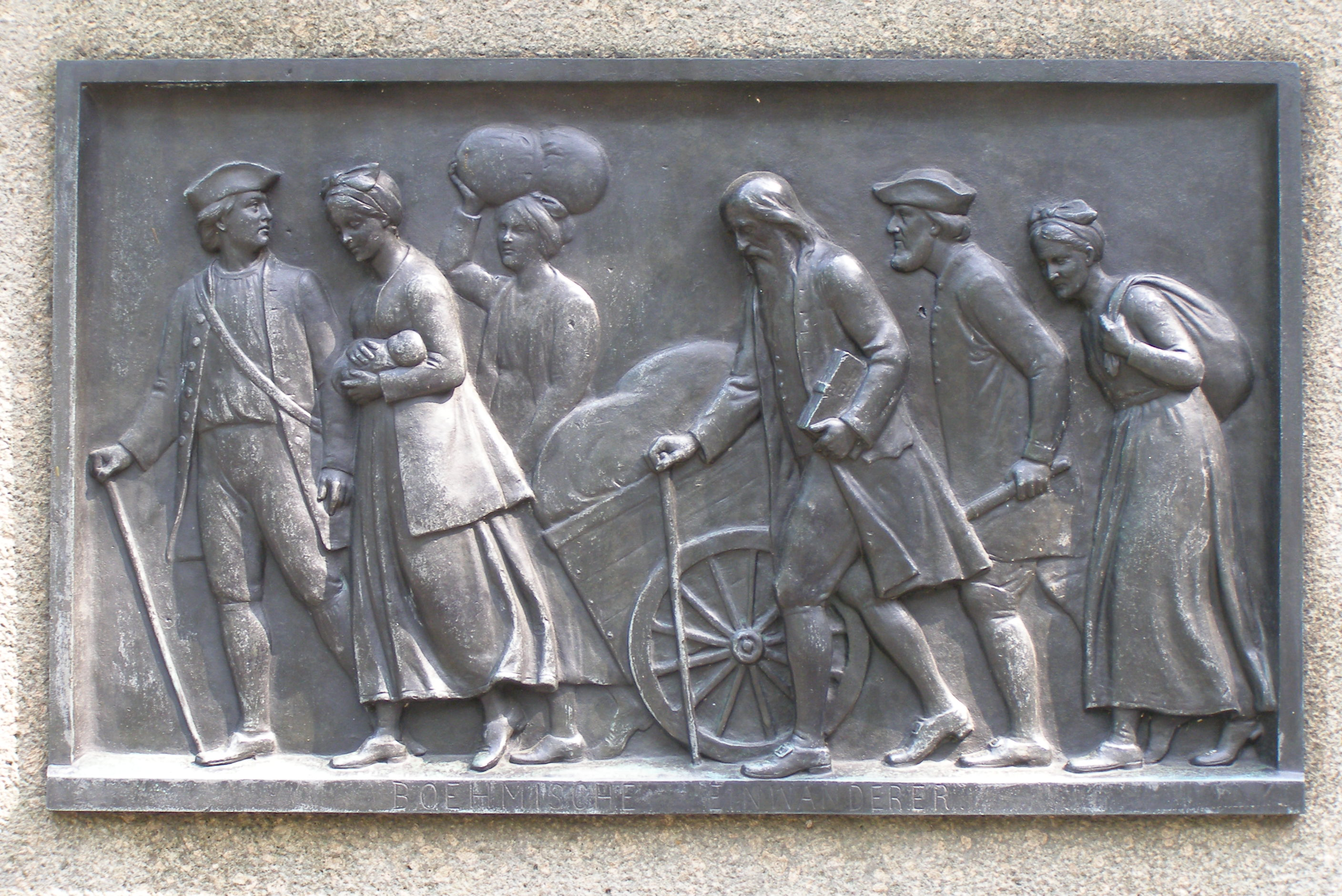
Ankunft der Flüchtlinge in Rixdorf (Gedenktafel für Friedrich Wilhelm I.)

Der Comenius-Garten nimmt das Grundstück Richardstraße 35 ein und liegt damit direkt am Böhmischen Dorf (auch Böhmisch Rixdorf genannt) und damit im Kern von Rixdorf. Die Karl-Marx-Straße verläuft unmittelbar parallel zur Richardstraße. In der Nachbarschaft leben Nachfahren der Böhmischen Glaubensflüchtlinge, die sich dort seit 1737 ansiedeln durften. Zugleich ist der Anteil von Flüchtlingsfamilien aus heutigen Konfliktregionen der Welt an der Wohnbevölkerung der Umgebung hoch.

## Entstehung

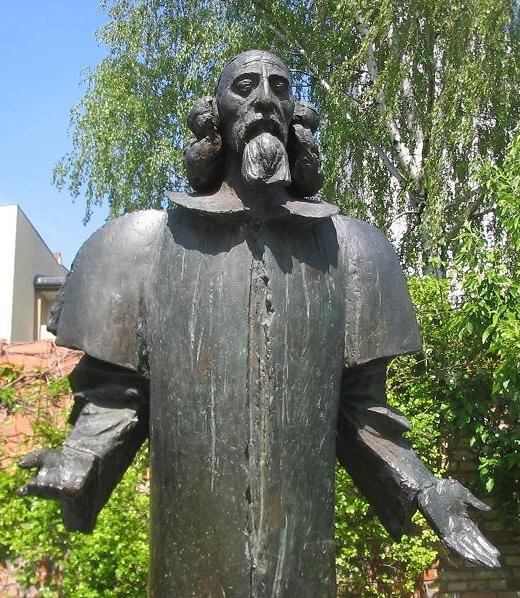
Comenius-Denkmal

Auf dem rund 1,2 Hektar großen Grundstück stand seit 1905 die „Richardsburg“, eine berüchtigte Mietskaserne. Nach ihrem Abriss 1971 wurden verschiedene Nutzungskonzepte erwogen. In den 1980er Jahren begannen Planungen für einen Comenius-Garten. 1992 bedankte sich die damalige Tschechische und Slowakische Föderative Republik mit einem Comenius-Denkmal für die Aufnahme der Böhmen im 18. Jahrhundert. Alexander Dubček, damals Parlamentspräsident, enthüllte es auf dem noch brachliegenden Gelände. Daraufhin konnte die Planung forciert werden. Die Gartenarchitekten Cornelia Müller und Jan Wehberg gestalteten den Garten unter wissenschaftlicher Beratung von Henning Vierck, dem heutigen Geschäftsführer. Am 11. Juni 1995 war die Eröffnung.
Im Frühjahr 2017 übergab Vierck die Leitung des Gartens an Co-Geschäftsführerin Neele Illner.

## Gestaltung
Der Garten ist eine wissenschaftshistorische Rekonstruktion des Werkes von Johann Amos Comenius (1592–1670). Das spiegelt sich auf zwei Ebenen wider. Zum einen ist ein Rundgang angelegt worden, der den Lebensweg eines Menschen nachzeichnet; zum andern werden Themen aus verschiedenen Werken und dem wissenschaftsgeschichtlichen Umfeld des Comenius aufgegriffen. Umgekehrt werden durch die gartenarchitektonische Umsetzung Themen vorgestellt, die die Besucher anregen sollen, sich weiter mit ihnen zu befassen. Die Verbindung zwischen Comenius und dem Garten ist – vom Denkmal abgesehen – nicht sichtbar, sondern erschließt sich erst in einer mündlichen Erläuterung (oder in der daran orientierten Literatur.) Es wurde deshalb auf Hinweisschilder verzichtet, um den Charakter eines Gartens zu bewahren und den einer Ausstellung zu vermeiden. Die Mittel der Gestaltung entstammen der Tradition der Gartenarchitektur. Neben Beeten, Wiesen, einer Allee und anderen Pflanzungen wurden ein Teich und ein Wasserbecken angelegt, eine Laube errichtet und Skulpturen aufgestellt.

### Lebensweg
Für den „Lebensweg“, dem man in einem Rundgang folgen kann, war die Darstellung in der Pampaedia (Allerziehung) des Comenius bestimmend. Es wurden aber weitere didaktische Werke herangezogen. Darin wird das Leben eines Menschen als eine Aneinanderreihung von Schulen verstanden. Die Gestaltung geht über die Grundstücksgrenzen hinaus und bezieht Teile der Nachbarschaft mit ein.

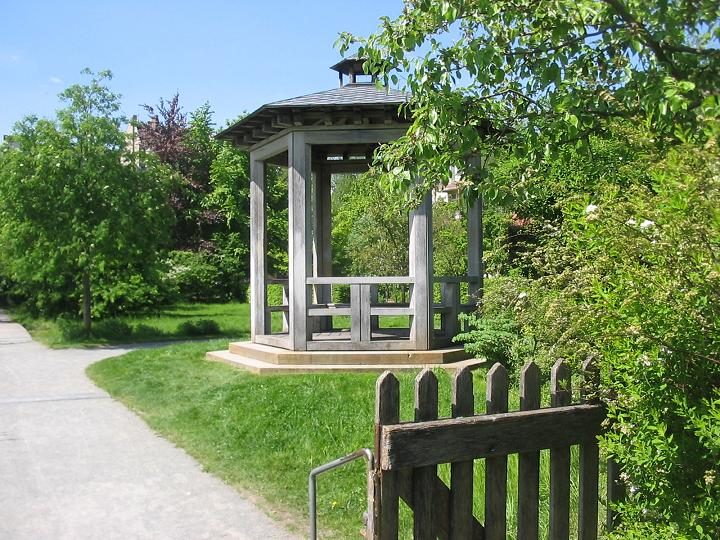
Seelenparadies

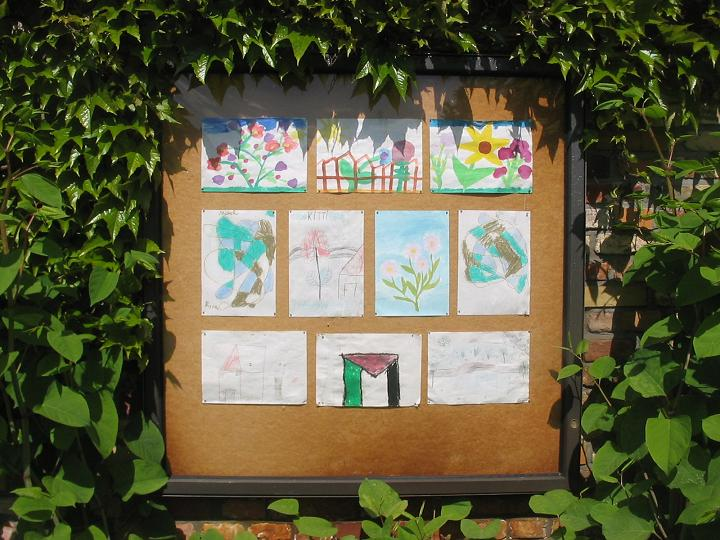
Lateinschul, die Bilder verweisen auf Comenius’ Orbis sensualium pictus

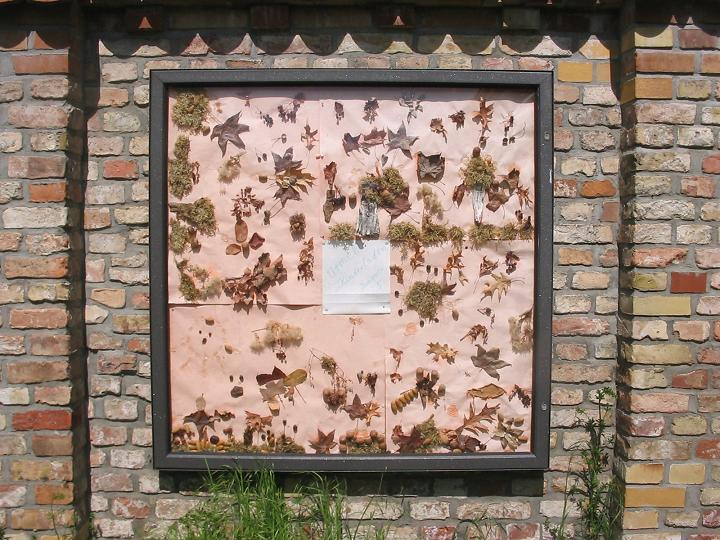
Lateinschul

Der Weg beginnt am Ende des Richardplatzes (also nicht am offiziellen Eingang) an einem Walnussbaum. Dieser steht für die Schule des vorgeburtlichen Werdens. Aus der Perspektive des Schulreformers gilt schon hier, dass die äußeren Bedingungen so einzurichten sind, dass dem Einzelnen ein gutes Leben möglich ist.
Man gelangt über einen Spielplatz, der mit der Mutterschul, also der Vorschulerziehung, verknüpft ist, durch ein Tor auf das Gartengrundstück, in den Bereich der Gemeinen Schule. Alle Kinder, unabhängig von Stand und Geschlecht, sollten zusammen in ihrer Muttersprache unterrichtet werden. Die Kinder sollten einen Bildungszyklus durchlaufen, der sie mit allen Bereichen der Welt bekannt macht.  Diese Schule ist in sechs Klassen gegliedert: Veilchenbeet, Rosenhain, Wiesenteppich, Irrgarten, Arzneigärtlein und Seelenparadies. Diese Namen (auf Latein) hatte Comenius selbst für diese Klassen vorgesehen. Die genannten Pflanzen und die Angaben zu den didaktischen Aufgaben boten sich für die Anlage des realen Gartens  an. Weitere Motive wurden den anderen Werken des Comenius entnommen, die die zweite Gestaltungsebene betreffen. Das Seelenparadies hat die Gestalt einer Gartenlaube, die zur Reflexion einlädt.
Durch ein Tor betritt man in die Lateinschul, an deren Anfang das Comenius-Denkmal steht. Diese Schule war für die Kinder vorgesehen, die für eine höhere Bildung geeignet waren. Sie sollten die europäische Verkehrs- und Wissenschaftssprache Latein lernen und in dieser Sprache erneut einen Bildungszyklus durchlaufen, bei dem sie ihre Kenntnisse vertiefen. Für die Gestaltung gab es keine Vorgaben nach Klassen, es konnten aber weitere Werke herangezogen werden, die den Schulunterricht dieser Phase begleiten. Bilder an der Grundstücksmauer verweisen auf den Orbis sensualium pictus. Die Bühne davor auf Schola ludus (Schule als Spiel) und Triertium Catholicum (Allgemeine Dreiheit).
Weiter in Richtung Richardstraße kommt man zum Akademiebereich, der für die Hochschulen und Forschungseinrichtungen steht.
Durch das Gartentor gelangt man auf die Richardstraße und in das Böhmische Dorf, das in der Konzeption des Gartens für die Schule des Berufs thematisiert. Die bereits vorhandene Einrichtung eines Seniorenclubs konnte mit der Greisenschule in der Pampaedia verbunden werden.
Aus dem Böhmischen Dorf führt der Weg durch Deutsch-Rixdorf über den Richardplatz mit der historischen Schmiede und die Kirchhofstraße auf den Böhmischen Gottesacker. Dieser Friedhof aus dem 18. Jahrhundert wird noch heute von den drei Gemeinden der Rixdorfer Böhmen (Herrnhuter Brüdergemeine, Reformierte und Lutherische Gemeinde) belegt. In Bezug auf den „Lebensweg“ vertritt er die Schule des Todes oder die Himmlische Akademie. Verlässt man ihn auf der anderen Seite, befindet man sich nahe bei dem Walnussbaum, dem Anfang des Rundgangs.

### Wissenschaftsgeschichtliche Themen
Entlang des „Lebenswegs“ werden mit gartenarchitektonischen Mitteln weitere Themen angesprochen, insbesondere solche der Naturphilosophie, Erkenntnistheorie, Anthropologie und Gesellschaftsreform. Comenius war mit ihnen teils seit dem Studium befasst, teils ergaben sie sich aus seiner Praxis als Lehrer und Schulreformer. Die Themen entstammen außer den didaktischen noch weiteren Schriften des Comenius oder der zeitgenössischen Wissenschaft. Im Rahmen dieses Artikels können diese Themen nur kurz angerissen werden.
Mit der Idee der Schule des vorgeburtlichen Werdens wird ein nicht-individualistisches und nicht-biologistisches Menschenbild vertreten. Das Leben beginnt nicht mit der Zeugung, sondern mit der Absicht der Eltern, ein Kind auf die Welt zu bringen.
Die Mutterschul hat die Aufgabe, die Kinder spielerisch mit der Welt und der Sprache vertraut zu machen. Dabei vertritt Comenius den empiristischen Leitsatz, dass nichts im Verstand sei, was nicht vorher in den Sinnen war.
Das Veilchenbeet ist als optische Täuschung angelegt. Damit wird auf den rationalistischen Zweifel an der Sinneserkenntnis hingewiesen. Comenius nahm neben den Sinnen die Vernunft als zweite Quelle der Erkenntnis an.
Der Rosenhain erinnert an die Rosenkreuzer. Comenius nahm mehrfach Bezug auf sie und stand mit Johann Valentin Andreae in Briefkontakt. Im 17. Jahrhundert gab es zahlreiche Versuche, Gemeinschaften zum wissenschaftlichen Austausch und mit dem Ziel der Gesellschaftsverbesserung zu bilden.

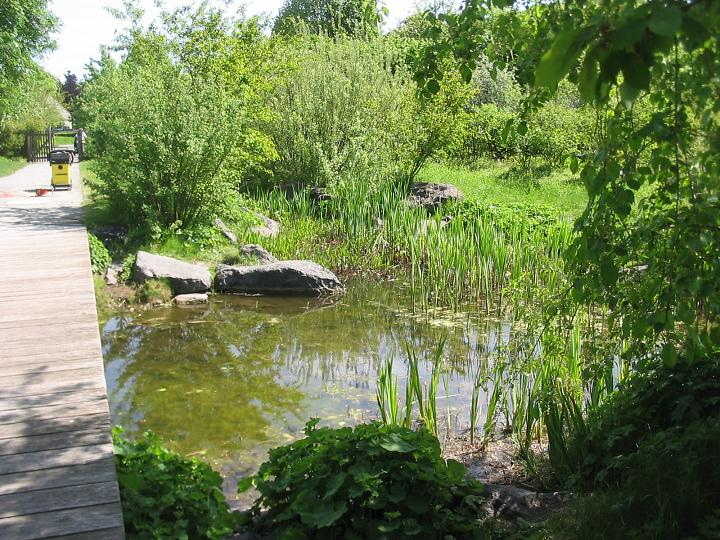
Weltenmeer

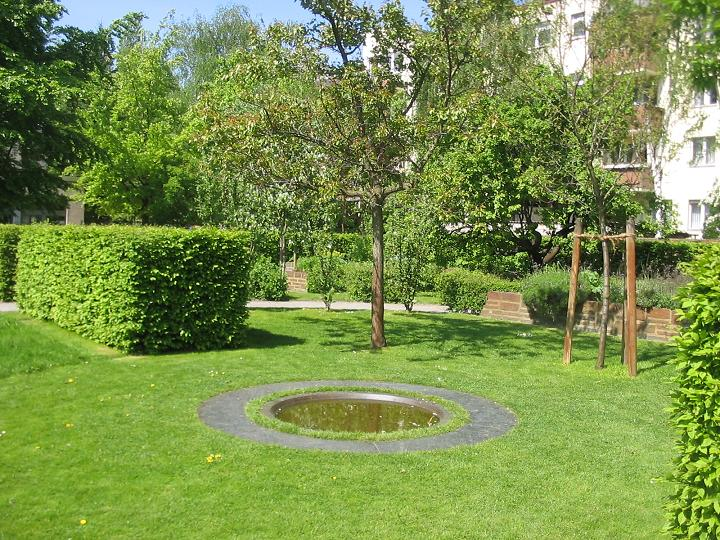
Mosaisches Becken aus Granitstein

In die Wiese des Wiesenteppichs ist ein Teich angelegt worden, der für das „Weltenmeer“ steht. In seinem naturphilosophischen und naturkundlichen Lehrbuch, der Physik, hat Comenius auch den Kreislauf des Wassers (Verdunstung, Regen, Versickern, Quelle, Fluss, Meer) dargestellt. Im Garten fließt ein kleiner Bach ins „Weltenmeer“. Zugleich steht dieser Bereich für die erste Natur, erkenntlich daran, dass die Bäume nicht veredelt sind.
Der anschließende Irrgarten steht dann für die zweite Natur. Die Bäume hier sind veredelt. Für Comenius war die Technik kein Gegensatz zur Natur, sondern deren Fortsetzung. Sie ist uns zur „zweiten Natur“ geworden. Die pauschale Entgegensetzung von Mensch und Natur ist diesem Denken fremd.
Auf der Rasenfläche, wo eine Hecke die Bereiche der ersten und zweiten Natur trennt, befindet sich das Mosaische Becken aus Granitstein. Damit wird die Mosaische Physik thematisiert, die Comenius in der Physik entwickelt und an anderer Stelle variiert hat. Sie ist einer der Versuche in dieser Zeit, die Kosmogonien der Bibel, der Naturphilosophie und der aufkommenden Naturwissenschaften miteinander zu verbinden. Comenius deutet das erste Kapitel des ersten Buchs Mose in den Begriffen der aristotelischen Tradition. Er baut aber den Satz „Es werde Licht!“ zu einem dritten Prinzip neben Materie und Geist aus. So entsteht ein triadisches Weltbild. Das Licht (oder auch das Feuer) ist das Werkzeug, mit dem der Geist die Materie durchdringen kann.
Für die Erkenntnis ist die Bibel als Offenbarung die dritte Quelle der Erkenntnis. Diese Position unterscheidet sich vom Kreationismus, da sie sich nicht als Alternative zu den Wissenschaften ihrer Zeit versteht. Es ist auch keine natürliche Theologie, da aus der Naturerkenntnis selbst keine Gotteserkenntnis abgeleitet wird.
Im Arzneigärtlein wird die praktische Anwendung dieses theoretischen Modells zum Thema gemacht. Die Medizin macht sich die Naturerkenntnis technisch zunutze.
Das Seelenparadies greift das Buch Das Labyrinth der Welt  von Comenius auf, das man als Variante des Schelmenromans und als einen Vorläufer des Bildungsromans verstehen kann. Ein junger Mann sucht seinen Platz in der Welt, durchleidet Depressionen und gelangt nach einer Phase des Rückzugs und der Kontemplation zu einem „werktätigen Christentum“ (praxis christianismi).
Im Comenius-Garten wird dies mit dem Weg des René Descartes verglichen. Verzweiflung und Rückzug führen auch diesem Philosophen zu seinem Glauben, aber nachdem ein neuer erkenntnistheoretischer Ansatz gefunden wurde: „ego sum, ego existo“ (‚ich bin, ich existiere‘), später: „ego cogito, ergo sum“ (‚ich denke, also bin ich‘). Bei Comenius dagegen ist es der Geist, der denkt und sich wahrnimmt.
Durch einen kleinen Zaun getrennt folgt auf die Gemeine Schule die Lateinschule. Mit ihr ist daran zu erinnern, dass Comenius zuerst als Reformer des Lateinunterrichts eine europäische Berühmtheit wurde. Daran anschließend wurde er ein gefragter Fachmann zur Reform des Schulwesens. Sein Anliegen ging aber darüber hinaus und zielte auf eine Weltreform, die christlich-theologisch motiviert ist. Ideengeschichtlich gehören diese Reformvorstellungen zum Chiliasmus, der im 17. Jahrhundert verbreitet war. Comenius’ unvollendetes Hauptwerk De rerum humanarum emendatione consultatio catholica (Allgemeine Beratung zur Verbesserung der menschlichen Angelegenheiten) konnte erst 1966 vollständig herausgegeben werden. Das chiliastische Reformdenken hat letztlich das Paradies im Blick. Latein und die anderen Weltsprachen sind nur als vorläufige universale Verständigungsmittel zu verstehen. Man strebte die Rekonstruktion der Ursprache, der „adamitischen Sprache“ an.
Dass sich im Verlaufe der Kirchengeschichte Gruppen am Paradies orientiert haben führte zu ihrer Verunglimpfung als „Adamiten“. Der Comenius-Garten erinnert daran mit dem Adamitischen Kreis, einer kreisrunden Wiese rechts vom Hauptweg. Sie bildet einen eigenen Bereich. Die Grenze ist aber durchlässig angelegt, indem Sträucher aufgelockert und nicht als Hecke angepflanzt wurden. Und der Comenius-Garten selbst spielt auf den Paradiesgarten an.

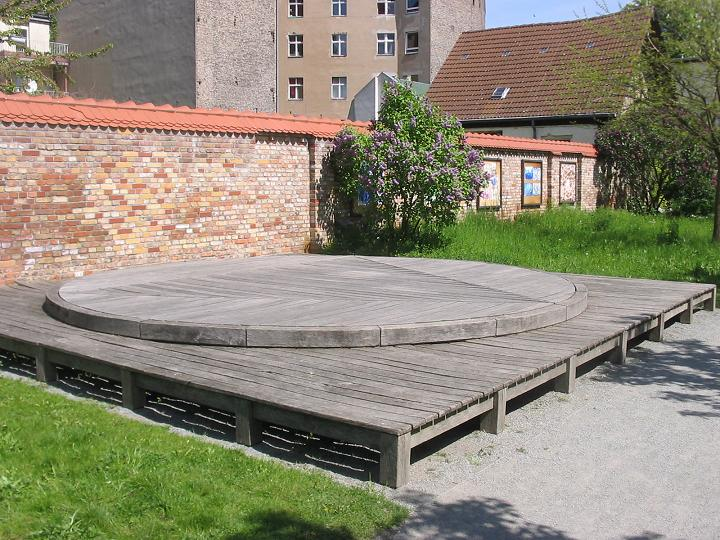
Schola ludus (Holzbühne) in der Lateinschul, Wandbilder des Orbis pictus

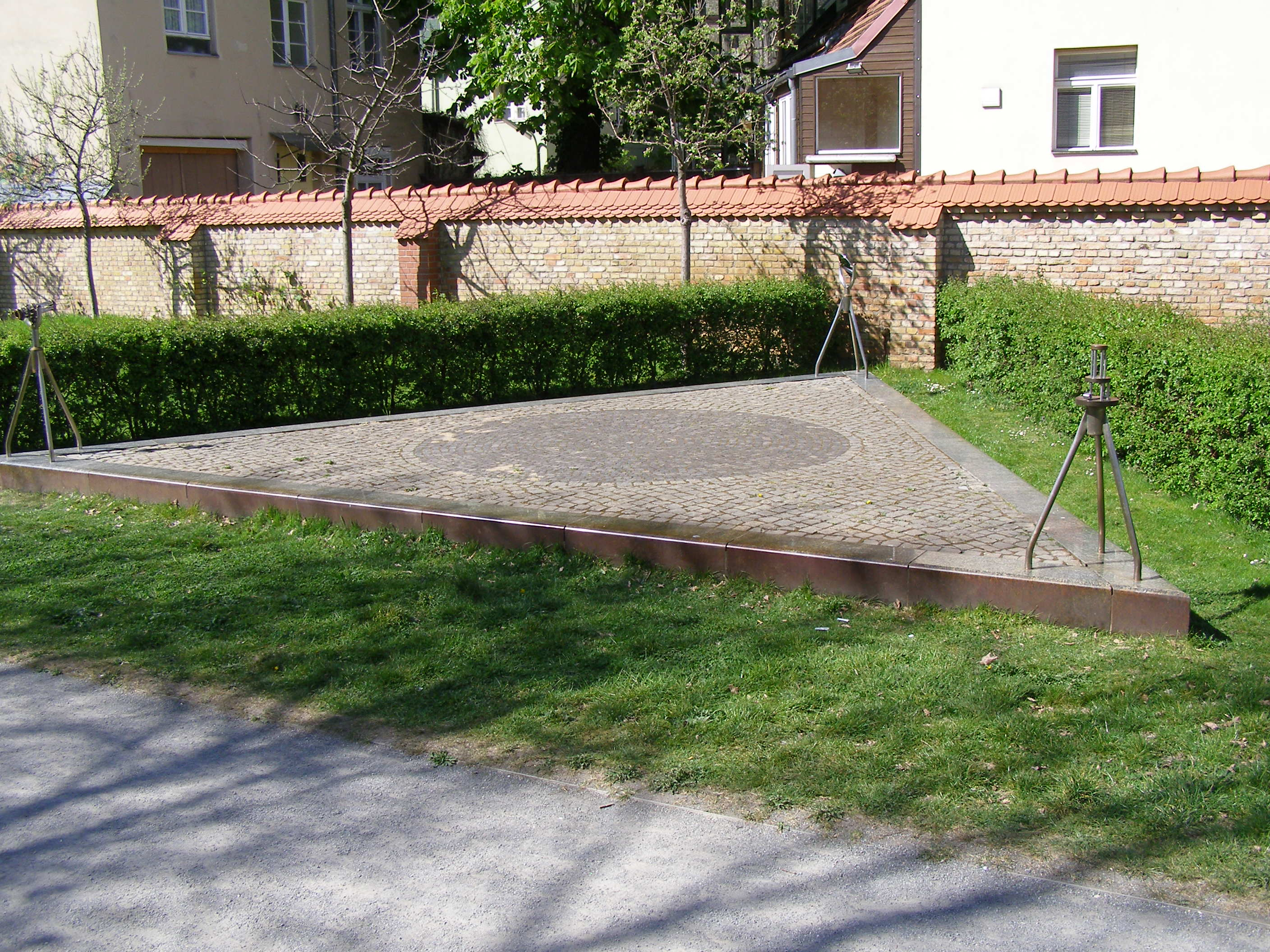
Das Auge Gottes

Ein von Obstbäumen gesäumter grader Weg führt zu der oben bereits genannten Holzbühne. Comenius hat Theateraufführungen in die Schule einbezogen, in denen die Kinder ihr Latein praktizieren können. Das Werk Schola ludus sieht darüber hinaus vor, Teile des Unterrichtsstoffes zu lateinischen Dialogen aufzubereiten. Sprach- und Sachunterricht wird auf diese Weise verquickt und von den Schülern reproduziert.
Die Gestaltung der Bühnenoberfläche mit einem Dreieck in einem Kreis in einem Quadrat geht auf eine Schemazeichnung in Triertium Catholicum zurück. In diesem Werk legt Comenius dar, dass Geist (mens), Sprache (lingua) und Hand (manus) die besondere Beziehung des Menschen zu den Dingen (res) ausmachen. Denken, Sprechen und Handeln (cogitatio, sermo und operatio) sind in der Schule in den Disziplinen Logik, Grammatik und Pragmatik zu schulen.
Im Akademiebereich, einige Meter weiter, fällt zuerst das dreieckige steinerne Podest mit den drei Instrumenten auf seinen Spitzen auf. Das Pflaster auf der Oberfläche zeigt einen Kreis. Damit wird in reduzierter Form das Auge Gottes dargestellt. Die drei Instrumente sind optische Werkzeuge, die einem zu erkennen helfen, was man sonst nicht sehen kann: vorne die seinerzeit neuen Geräte Teleskop und Mikroskop, hinten der Spiegel, der bereits in der ersten Natur vorkommt. Comenius erklärt an ihnen drei Methoden des Erkennens, die zusammen erst eine vollständige Erkenntnis ermöglichen. Das Teleskop mit der Möglichkeit, eine entfernte Erscheinung in ihre Einzelteile aufzulösen, steht für die Analysis; das Mikroskop – damals nicht mehr als eine Lupe –, das die Zusammensetzung von Details im Kleinen sichtbar macht, steht für die Synthesis. Der Spiegel bildet ab, was außerhalb des Blickfeldes liegt, er zeigt Unsichtbares in Sichtbarem. Dies ist das, was der Vergleich, die Synkrisis, leistet.
Der Akademiebereich erinnert darüber hinaus an die Akademiegründungen in Renaissance und früher Neuzeit. Comenius gehörte während seines Englandaufenthaltes 1641/1642 zum Hartlib-Kreis, einem Vorläufer der Royal Society, an die er sich im Vorwort seines Werkes Via lucis richtete. Comenius’ Enkel Daniel Ernst Jablonski war 1700 neben Gottfried Wilhelm Leibniz einer der Gründer der Königlich-Preußischen Akademie der Wissenschaften.
Der Gemüsegarten spielt auf die Sprachgesellschaften des 17. Jahrhunderts an, in denen einige von Comenius’ Freunden Mitglieder waren. Diese gaben sich Gesellschaftsnamen, teilweise Pflanzennamen.
Der Gang durch das Böhmische Dorf, dessen bauliche Substanz im Wesentlichen aus der Mitte des 19. Jahrhunderts stammt, und der Weg durch Deutsch-Rixdorf erlauben einen Blick in die Lokalgeschichte. Die Architektur ist dörflich und unterscheidet sich stark von der der unmittelbaren Nachbarschaft aus Gründerzeit und 20. Jahrhundert.

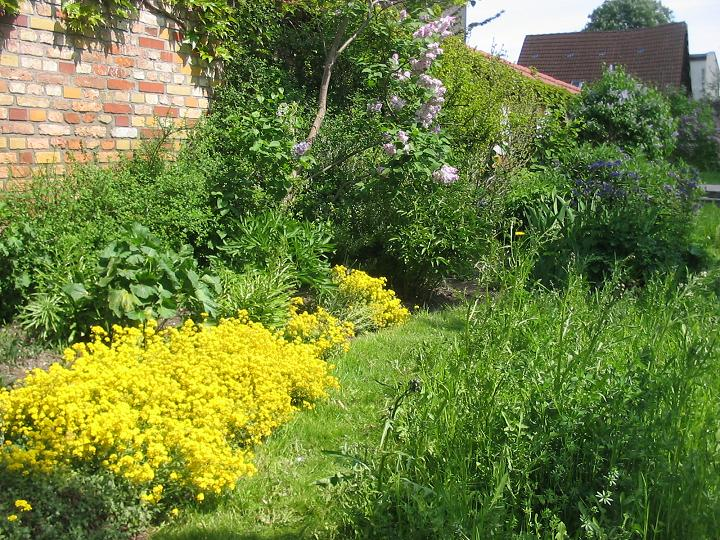
Vegetation im Comenius-Garten

Die Nachfahren der Exulanten haben noch heute drei eigene Gebäude für den Gottesdienst. Sie bestatten ihre verstorbenen Angehörigen seit 1751 auf dem „Böhmischen Gottesacker“ in eigenen Bereichen und auf unterschiedliche Art. Die Trennung in drei Konfessionen (Herrnhuter, Lutheraner und Reformierte) geht darauf zurück, dass Comenius als „Bischof der Böhmischen Brüder“ nach dem Westfälischen Frieden seine Glaubensgemeinschaft für aufgelöst erklären musste. Ihre Mitglieder sollten versuchen, ihre Tradition innerhalb anderer protestantischer Kirchen weiterzutragen. Durch Zinzendorf kam es in Herrnhut zu einer Neugründung der Böhmischen Brüder.

### Fauna und Flora
Der Garten weist eine Fülle unterschiedlicher Pflanzen auf, wie sie in städtischen Grünanlagen dieser Größe nur selten anzutreffen ist, z. B. etwa 30 Rosenarten, die Beerenarten Europas, Obstbäume, Wildkräuter, Heilkräuter und sogar Gemüse. Diese Vegetation lockt etliche Insekten, wie Bienen und Libellen an. Im Teich haben sich Molche angesiedelt.

## Nutzung
Der Garten wird von rund 300 Großfamilien mit etwa 1000 Kindern aus der Nachbarschaft als Ort der Erholung aufgesucht. Für Jugendliche vor allem aus Emigrantenfamilien ist er zum festen Treffpunkt im Kiez geworden. Die Jugendlichen haben sich zur Schonung des Gartens unter Anleitung des Gartenleiters „feste Regeln“ erarbeitet, die sie fast völlig ohne Verstöße einhalten. Da Hunde nicht hineingelassen werden und dazu die Gartenpforte geschlossen wird, können Eltern ihre Kleinkinder im Gras spielen lassen. Einige Beete des Irrgartens werden von Kinderläden und Schulklassen zu Lehrzwecken versorgt. Auf Spaziergängen werden die Gestaltung und die Idee des Gartens interessierten Besuchern erläutert.

## Aktivitäten
In Zusammenarbeit mit dem Max-Planck-Institut für Wissenschaftsgeschichte und Kindern aus der Nachbarschaft wurde eine Reihe von Ausstellungen unter dem Oberthema Kinderwissen begonnen. Das erste Projekt widmete sich 2003 dem kindlichen Zugang zu den Fragen des Nichts, der Leere, des Todes u. a. (siehe Literatur). Das Ergebnis der Wunderforschung wurde im Frühjahr 2008 im Berliner Museum für Naturkunde vorgestellt.